# علي الصقلي الحسيني
علي الصقلي الحسيني (15 مايو 1932 - 5 نوفمبر 2018) أديب وأستاذ جامعي مغربي درس بالقرويين ونال جائزة في الأدب، تقلَّد عدة وظائف أدبية وإدارية، شاعر معروف له إنتاجات مهمة، من بين أعماله: النشيد الوطني المغربي الرسمي ودواوين شعرية للأطفال.

## مسيرته
ولد علي الصقلي الحسيني عام 1932 بمدينة فاس، تابع تعليمه بجامعة القرويين حيث حصل على الإجازة في الأدب سنة 1951 وعُين أستاذا بنفس الجامعة. التحق سنة 1956 بالديوان الملكي، حيث عُيِّن مستشارا بوزارة الخارجية فأُستاذاً مُلحقاً بكلية الآداب والعلوم الإنسانية بالرباط سنة 1964، كما عُين سنة 1971 مفتشا عاما بوزارة التربية الوطنية.
انضم علي الصقلي إلى اتحاد كتاب المغرب سنة 1967.

## مؤلفاته
قام بتأليف عشرات الكتب والسلاسل والروايات والدواوين الشعرية كما اهتم بالكتابة للأطفال وبالتأليف المدرسي له. من مؤلفاته:
- النشيد الوطني المغربي - النشيد الشريف -
- مسامير ومزامير، ريحان وألحان: شعر، الدار البيضاء، مطبعة النجاح الجديدة، 1982، 238 ص.
- المعركة الكبرى: مسرحية شعرية في ثلاثة فصول، الدار البيضاء، مطبعة النجاح الجديدة، 1983، 208 ص.
- حول رواية المعركة الكبرى، الدار البيضاء، مطبعة النجاح الجديدة، 1983، 111ص.
- مع الأسيرتين، الدار البيضاء، 1987، 95 ص.
- الأميرة زينب: رواية شعرية في ثلاثة فصول، الدار البيضاء، د. ن، 1989، 227

## جوائز
حصل سنة 1981 على جائزة المغرب عن مؤلفه «المعركة الكبرى». حاز على جائزة الملك فيصل العالمية في الآداب سنة 1411 هـ/ 1991 م في أدب الأطفال مشاركة مع أحمد نجيب وعبد التواب يوسف.

## وفاته
توفي علي الصقلي الحسيني يوم 5 نوفمبر من العام 2018 عن عمر يناهز الـ 86 سنة.